# شمعون توریبیو
شمعون توریبیو (انگلیسی: Simeon Toribio; ۳ سپتامبر ۱۹۰۵ – ۵ ژوئن ۱۹۶۹) سیاست‌مدار اهل فیلیپین بود.